# Снесарев, Андрей Евгеньевич
Андре́й Евге́ньевич Сне́сарев (1 (13) декабря 1865, Старая Калитва, Острогожский уезд, Воронежская губерния — 4 декабря 1937, Москва) — русский и советский военачальник, военный теоретик, публицист и педагог, военный географ и востоковед, действительный член Русского географического общества (с 11 октября 1900 года). Герой Труда (1928). В 1930 году был арестован по сфабрикованному делу, осуждён к 10 годам лагерей (). Умер от перенесённого в лагере инсульта. После смерти Сталина реабилитирован.

## Биография

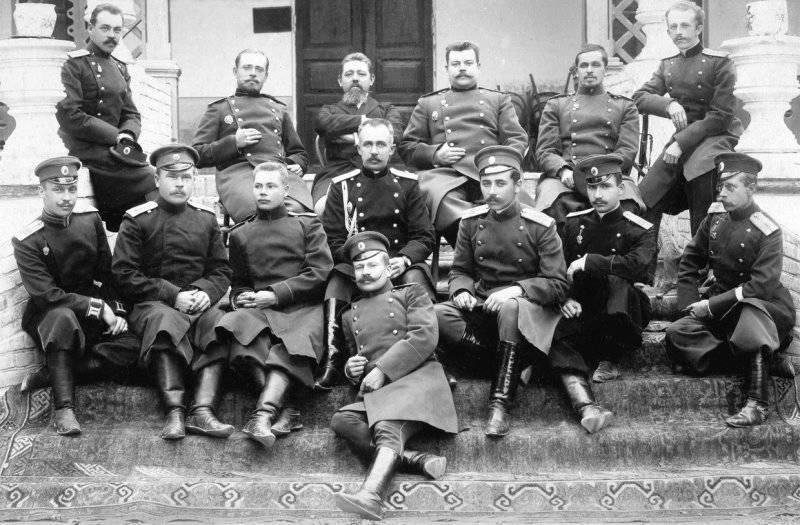
Штабс-капитан Снесарев (в центре 2 ряда) с сослуживцами в Туркестанском ВО. Примерно 1901—1903 гг.

Родился в 1865 году в семье священника, окончившего Воронежскую духовную семинарию. В семье было 8 детей.
Учился в приходской школе станицы Камышевская (1872—1875), затем в Нижне-Чирской прогимназии (1875—1882), затем в гимназии им. М. И. Платова в Новочеркасске, которую окончил в 1884 году с серебряной медалью. Окончил физико-математический факультет Московского университета с отличием (кандидат чистой математики) (1888). Тема диссертации — «Изучение бесконечно малых величин».
С 17 августа по 1 сентября 1888 года — вольноопределяющийся 1-го лейб-гренадерского Екатеринославского полка. С отличием и занесением на мраморную доску окончил одногодичное отделение Московского пехотного юнкерского училища (1889). Окончил по 1-му разряду Николаевскую Академию Генерального штаба (1899), получил чин штабс-капитана и был причислен к Генеральному штабу.
С 1899 года — на службе в Туркестанском военном округе (исполняющий дела старшего адъютанта штаба округа (апрель 1900 г), исполняющий должность старшего адъютанта отчётного отделения, обер-офицер для поручений при штабе округа (август 1900 года), начальник Памирского отряда Отдельного корпуса Пограничной стражи (1902—1903), старший адъютант штаба округа (1903), исполняющий дела столоначальника (ноябрь 1904 года), столоначальник VII отделения Главного штаба. В декабре 1904 года получил звание подполковника, переведен в Санкт-Петербург. Далее последовательно становится помощником делопроизводителя управления генерал-квартирмейстера Генерального штаба, временно исполняющий дела делопроизводителя 3-го обер-квартирмейстера Главного управления Генерального штаба (май 1906 г.).
Одновременно преподавал военную географию в Николаевском кавалерийском и Павловском и Петербургском пехотных училищах.
В 1908 году — полковник, делопроизводитель Главного управления Генерального штаба. Занимался планированием операций на Туркестанском фронте и Северо-Индийском театре боевых действий. В 1909 году прикомандирован к 3-му Финляндскому полку для цензового командования батальоном. В 1910 году — начальник штаба 2-й казачьей Сводной дивизии. В 1913 году назначен Председателем русской стороны Международной комиссии по контролю Русско-австрийской границы.

### Первая мировая война
1-ю мировую войну встретил начальником штаба 2-й казачьей Сводной дивизии, которая дислоцировалась в Каменце-Подольском. За августовские бои 1914 года награждён (5 декабря 1914) орденом Владимира 3-й степени с мечами — за бой под Бучачем 10 августа 1914 года и Георгиевским оружием (24 февраля 1915) — за бой под Монастыржеской 12 августа 1914 года.
В октябре 1914 года назначается командиром 133-го пехотного Симферопольского полка 34-й пехотной дивизии, за бои в декабре 1914 года награждается орденом Св. Георгия 4-й степени. 24 августа 1915 года производится в генерал-майоры и назначается командиром 1-й бригады той же 34-й пехотной дивизии.
В феврале 1916 года назначается начальником штаба 12-й пехотной дивизии. С 12-й пехотной дивизией летом 1916 года участвует в Луцком прорыве, вошедшем в историю как Брусиловский прорыв. Был ранен, дважды контужен, награждён также орденами св. Станислава 1 степени с мечами и св. Анны 1 степени с мечами
С сентября 1916 года в течение трех месяцев временно исполнял должность начальника 64-й пехотной дивизии 18-го армейского корпуса, был награждён высокой боевой наградой — орденом Святого Георгия 3-й степени.

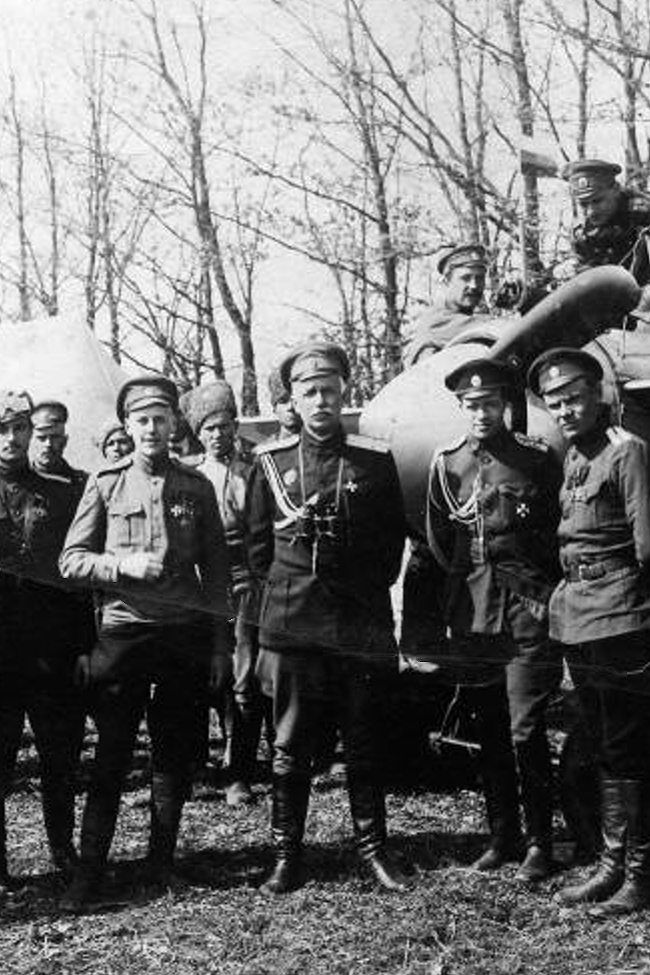
Генерал-майор Снесарев на фронте с проверкой в 7-м истребительном авиаотряде И. А. Орлова (справа от генерала). Примерно март 1917 г.

После Февральской революции назначается начальником штаба 12-го армейского корпуса, в апреле 1917 года — начальником 159-й пехотной дивизии, а после провала Корниловского выступления — командиром 9-го армейского корпуса 2-й армии Западного фронта, в котором и встретил Октябрьскую революцию. В октябре 1917 года был произведён в генерал-лейтенанты. С приходом к власти большевиков покинул армию. В апреле 1918 года получил приглашение от бывшего царского генерала М. Д. Бонч-Бруевича вступить в Красную армию и после некоторых сомнений ответил согласием.

### Гражданская война
Во время Гражданской войны в мае — июле 1918 года был военруком Северо-Кавказского военного округа, продолжая носить форму с погонами генерал-лейтенанта. Участвовал в обороне Царицына, где у него возник конфликт со Сталиным и Ворошиловым (см. Царицынский конфликт). В своей докладной записке на имя председателя Высшего военного совета дал нелестную оценку военным талантам последнего: «Ворошилов как войсковой начальник не обладает нужными качествами. Он недостаточно проникнут долгом службы и не придерживается элементарных правил командования войсками». После чего последовал арест Снесарева и всего его штаба. Предъявление обвинений в изменнических намерениях и настояниях. Московская комиссия сняла все обвинения Снесарева в измене.
С сентября 1918 года — начальник Западного района обороны, созданного между Северным и Южным фронтами, затем командовал Западной (16-я, с марта 1919 года — Белорусско-литовская) армией.

### Советский период
С 24 августа 1919 года по 25 июля 1921 года начальник Академии Генштаба РККА, затем там же старший руководитель по Ближнему и Среднему Востоку и главный руководитель по военной географии и статистике восточного отделения Военной академии РККА (переименованной из Академии Генштаба), Снесарев обеспечил становление академии как учебного и научного заведения в сложных условиях Гражданской войны. Уже с осени 1919 года краткосрочное курсовое обучение слушателей было заменено на систему трехгодичной фундаментальной академической подготовки. Для завершения обучения в академию была возвращена значительная часть слушателей, ранее отозванных в действующую армию. В академии Снесарев читал курс лекций «Огневая тактика» и «Современная стратегия», а также лекции по философии войны — курс, ранее не читавшийся ни в российской академии, ни в военных академиях других стран. Отрецензировал книги И. И. Вацетиса по истории военного искусства, А. А. Свечина по стратегии, Б. М. Шапошникова о Генеральном штабе. Одновременно с этим участвовал в деятельности Комиссии по анализу опыта Первой Мировой Войны, в работе Высшего военного редакционного совета.
В 1919 году поддержал инициативу бывшего генерала Давлетшина об образовании восточного отделения при Академии Генерального Штаба РККА.
В 1920 году — декан военного факультета Туркестанского государственного университета.
Участвовал в создании Московского института востоковедения, в 1921—1930 годах, после отставки М. О. Атая, являлся его ректором и профессором. В 1926 году оставил должность ректора и возглавил факультет Индии и Афганистана, читал лекции по истории, политике, экономике и географии этих стран.
С марта 1923 года — начальник кафедры (главный руководитель) военной географии Военной академии РККА. По совместительству — помощник начальника Центрального военно-статистического отдела Управления делами Реввоенсовета (1921—1923). Одновременно — профессор Военно-воздушной и Военно-политической академий (1924—1926).
22 февраля 1928 года присвоено звание Герой Труда, первому из советских военачальников. В приказе Реввоенсовета СССР от 21 марта 1928 года говорилось, что военному руководителю Института востоковедения им. Нариманова Снесареву Андрею Евгеньевичу присваивается звание «Героя Труда» на основании Постановления ЦИК СССР от 22 февраля 1928 года за многолетнюю полезную деятельность по строительству Вооруженных сил страны.
Незадолго до ареста кандидатура профессора Снесарева была выдвинута для избрания в Академию наук СССР.

### Арест и заключение
Андрей Евгеньевич много общался со своими бывшими сослуживцами по царской армии. Среди его знакомых А. А. Свечин, А. А. Брусилов, С. Г. Лукирский, Н. Е. Какурин, Д. Н. Надёжный и др. В георгиевский праздник бывшие георгиевские кавалеры устраивали встречи, в которых принимал участие и Снесарев. Всех их, по словам Снесарева, преследовал некий страх возмездия со стороны интервентов и белоэмигрантов за службу Советской власти. Это чувство усиливалось к концу 1920-х годов, особенно в связи с «военной опасностью» и с ослаблением (по их оценкам) прочности ВКП(б), как основы существования режима, из-за раскола на «левых», «правых» и «центристов». Историк Я. Тинченко не стал отбрасывать в сторону свидетельства критического, а порой и враждебного отношения многих бывших офицеров и генералов к большевистской власти, к мероприятиям в области трансформации промышленности и сельского хозяйства. В рамках группового дела «Весна» целый ряд бывших царских офицеров обвинили в создании контрреволюционной организации и планировании заговора. В число арестованных вошёл и Снесарев, арест которого был произведен в ночь на 28 января 1930 года. Обвинительное заключение инкриминировало Снесареву принадлежность к московскому монархическому союзу РНС («Русский национальный союз»). 13 августа 1930 года Снесарев и другие обвиняемые предстали перед Коллегией ОГПУ. Более десяти человек были приговорены к расстрелу. Снесареву высшую меру наказания заменили на 10 лет лагерей. Но на этом злоключения Снесарева не кончились: к прежним обвинениям добавилось покушение на свержение советской власти с помощью иностранных интервентов. Началу нового дела послужили аресты и показания помощника начальника 3-го управления перевозок штаба РККА Владимира Серебрянникова и бывшего капитана Генштаба Владимира Сергеева. По этому делу Снесарев повторно был приговорен к высшей мере наказания. По указанию Сталина расстрел был заменён на 10 лет ИТЛ. Свидельством этому служил тот факт, что 21 ноября 1989 года в Лондоне на аукционе Сотбис были проданы по отдельности две небольшие записки Сталина, адресованные Ворошилову. Текст первой из них был краток:

«Клим! Думаю, что можно было бы заменить Снесареву высшую меру 10-ю годами.
 И. Сталин».
С октября 1931 года по ноябрь 1932 года находился в лагпункте Важины (СвирьЛАГ, Ленинградская область), затем в Соловецком лагере особого назначения (СЛОН), в том же году с последней баржей был переведён на материк в лагпункт Вегеракша близ г. Кемь.
Здесь Снесарев перенес инсульт.
По заключению медицинской комиссии досрочно освобождён как тяжело больной 27 сентября 1934 года. По дороге из лагеря домой его постиг второй инсульт, и по приезде в Москву — третий.
Умер Андрей Евгеньевич Снесарев 4 декабря 1937 года в Москве в больнице. Похоронен на Ваганьковском кладбище (17 уч.).
Реабилитирован (посмертно) в 1958 году.

## Научная деятельность

### Поездка по Индии (июнь 1899 по февраль 1900)
В 1899—1900 годах по личному указанию военного министра А. Н. Куропаткина совместно с полковником Полозовым совершил служебную поездку по Индии. Целью поездки было изучение территорий, лежащих между Русским Туркестаном и Британской Индией, а также для сбора военно-статистических сведений (разведывательного характера) об англо-индийской армии. Маршрут экспедиции: из Ташкента через Андижан, Ош, Памирское нагорье, приамурские княжества Хунзу и Нагар, княжество Гильгит, верхнее течение Инда, Сринагар в Лахор. Из Лахора совершил поездки в Агру — военную столицу Британской Индии, в Симлу — летнюю резиденцию вице-короля Индии. Был принят вице-королем Индии лордом Керзоном. Обратный путь экспедиции: Калькутта — Коломбо — Аден — Суэц — Константинополь — Одесса. Известен его агентурный псевдоним — «Мусафир»
Богатый политический, географический и этнографический материал, добытый в экспедиции Снесаревым в полном объёме был использован им в ряде военно-востоковедных работ.

### Поездка в Англию (1900)
Осенью 1900 года, находясь в четырёхмесячном отпуске, совершил поездку в Англию, где работал в библиотеке Британского музея, изучая литературу по вопросам востоковедения и собирал материалы для своей будущей книги «Северо-индийский театр». Опубликовал интересные воспоминания о поездке в виде отдельных очерков в «Туркестанских ведомостях».
В 1900—1904 годах, участвовал в рекогносцировках на Памире и Восточной Бухаре.
В 1902—1903 годах занимался военно-географическими исследованиями на Памире.
Летом 1904 года командировался для рекогносцировки путей из Ферганы в Восточную Бухару.
Выступал с лекциями на военно-востоковедческие темы в Ташкентском офицерском собрании.
Активный член Императорского общества востоковедения, в 1905 году возглавил его среднеазиатский отдел
В августе 1908 года сделал два доклада на XV Международном Конгрессе Ориенталистов в Копенгагене: «Религии и обычаи горцев Западного Памира»; «Пробуждение национального самосознания в Азии» (оба на немецком языке).
Участвовал в работе Общества ревнителей военных знаний, Императорского общества востоковедов, был учёным секретарём Императорского Русского географического общества.
Ещё в период учёбы в гимназии преподавателями отмечались способности Снесарева к изучению древних языков — латинского и греческого. Посещал курсы по изучению восточных языков, созданных Министерством иностранных дел. Впоследствии владел несколькими иностранными языками: английский, французский, немецкий, хинди, урду, пушту, фарси, узбекский и др. Часть языков (урду, фарси, узбекский) выучил самостоятельно за время службы в Туркестане.

### Труды
- Краткий очерк Памира.
- Памиры (Военно-географическое описание). — Ташкент, 1903.
- Северо-индийский театр (военно-географическое описание). В 2 ч. — Ташкент, 1903.
- Восточная Бухара (военно-географический очерк). — СПб., 1906.
- Индия, как главный фактор в Средне-Азиатском вопросе: Взгляд туземцев Индии на англичан и их управление. — СПб., 1906.
- Англо-русское соглашение 1907 года. — СПб., 1908.
- Военная география России. — СПб., 1909, 1910.
- Единая военная доктрина // Военное дело. — 1920. — № 8.
- Афганистан. Географическо-политический очерк. Т. 1. — М.: ГИЗ, 1921.
- Введение в военную географию. — Ростов-на-Дону, 1922.; М., 1924.
- Физическая Индия. — М.: Институт Востоковедения, 1926.
- Этнографическая Индия. — М.: Наука, 1981.
- Философия войны. — М., 2003.
- Жизнь и труды Клаузевица. — М., 2007.
- Введение в военную географию. — М.: Центриздат, 2011.
- Письма с фронта: 1914—1917. — М.: Кучково поле, Беркут, 2012.
- Невероятная Индия: религии, касты, обычаи. — М., Ломоносовъ, 2012. — isbn=978-5-91678-109-0
- Дневник 1916—1917. — М.: Кучково поле, 2014.
- Индия как главный фактор в среднеазиатском вопросе. Избранные статьи. — М.: Кучково поле, 2017.
- Фронтовые дневники генерала А. Е. Снесарева. К 90-летию начала первой мировой войны. // Военно-исторический журнал. — 2003. — № 8-11.; 2004. — № 3, 4, 6-11.

### Переводные труды
- Робертсон Дж. С. Кафиры Гиндукуша / Пер. с англ. А. Половцов и А. Снесарев. — Ташкент, 1906.
- Бернгарди Ф. О войне будущего / Пер. с нем. под ред. А. Е. Снесарева. — М.: Госиздат, 1921.
- Германский устав / Пер. с нем. — 1923.
- Кюльман Ф. Курс общей тактики по опыту Великой войны / Пер. с франц. под ред. А. Е. Снесарева. — М.: Высший военный редакционный совет, 1923.
- Фалькенгайн Э., фон. Верховное командование 1914—1916 в его важнейших решениях. В 2 т. / Пер. с нем. А. Е. Снесарева. — М.: Высший военный редакционный совет, 1923.

Благодаря усилиям дочери генерала Евгении Андреевны Снесаревой и внуков в последнее время переизданы некоторые из его книг. Изданы письма и дневники военного времени (1914—1917 г.)

### Статьи
- Группа офицеров Памирского отряда // Разведчик. 1901. № 547.
- Война как общественное явление // Военный сборник.1906. № 3.
- Дальний Восток // Голос Правды. 1906. № 103.
- Японская торговля и политика в Маньчжурии // Голос Правды. 1906. № 222.
- Китайские реформы// Голос Правды. 1906. № 314.
- Позорные пятна на добром имени русской армии // Голос Правды. 1906. № ???.
- Америка и Япония // Голос Правды. 1907. № 381.
- Япония и Америка // Голос Правды.1907. № 521.
- Русско-японское соглашение // Голос Правды. 1907. № 569.
- Англия и Афганистан // Голос Правды. 1908. № 782.
- О панисламизме // Голос Правды. 1908. № 802.
- Англо-русское соглашение 1907 года // Общество ревнителей военных знаний. 1908. Кн.2. С.24.
- Китай и великие державы // Голос Правды. 1909. № 1248.
- Киргизский вопрос // Голос Правды. 1909. № 1287.
- Практическая восточная академия // Голос Правды. 1909. № ???.
- Раздвоенная нация // Голос Правды. 1910. № ???.
- Англия или Германия // Голос Правды. 1910. № 7??.
- Строевая торопливость // Русский инвалид. 1911. № 248.
- Единая военная доктрина // Военное дело. 1920. № 8.
- Гримасы стратегии // Военная мысль и революция. 1923. № 4.
- Послевоенные расчеты держав Антанты // Кто должник? Сборник документальных статей по вопросу об отношениях между Россией, Францией и другими державами Антанты до войны 1914 года, во время войны и в период интервенции. М.: Авиоиздетельство, 1926. С.300-318.

## Награды
- Орден св. Станислава 3-й степени (1901)
- Орден святого Станислава 2-й степени (1905)
- Орден святой Анны 2-й степени (1908)
- Орден святого Владимира 4-й степени (10.05.1912)
- Орден святого Владимира 3-й степени с мечами (ВП 05.12.1914 за отличие в делах против австрийцев)
- Георгиевское оружие (ВП 24.02.1915 за отличия в 2-й казачьей Сводной дивизии)
- Орден святого Георгия 4-й степени (ВП 10.06.1916 за отличие в 133-м пех. Симферопольском полку)
- Орден святой Анны 1-й степени (1916)
- Орден святого Станислава 1-й степени с мечами (ВП 10.12.1916)
- Орден святого Георгия 3-й степени (ПАФ 15.06.1917 за отличия в 64-й пехотной дивизии)

## Талант певца
В молодости серьёзно увлекался оперным искусством, был солистом хора Московского пехотного училища. С разрешения командования помимо служебной деятельности Андрей Евгеньевич брал уроки у известного русского певца Ипполита Прянишникова. В 1895 году выступал в одном концерте с известным тенором Леонидом Собиновым. Исполнял партию графа Невера в опере Мейербера «Гугеноты», заменив заболевшего артиста Большого театра. В период службы в Туркестанском военном округе выступал солистом на концертах и музыкальных вечерах в Ташкенте. Русские романсы также исполнялись Снесаревым на светских вечерах в поездке по Индии по личной просьбе вице-короля Индии лорда Керзона.

## Семья
- Отец — Евгений Петрович Снесарев (1838—1882), мать — Екатерина Ивановна Снесарева (в девичестве Курбатова).
- Сестра — Лидия Евгеньевна Снесарева, в замуж. Вилкова (1869—1921). Её муж, священник Павел Алексеевич Вилков, был убит в 1918 году вместе с двумя сыновьями-офицерами Михаилом (род. 1890) и Сергеем (род. 1893) по приказу В.Киквидзе[25][26][27].
- Сестра — Клавдия Евгеньевна Снесарева (1872—1970)[4].
- Жена (с 1904) — Евгения Васильевна (в девичестве Зайцева; отец — Зайцев Василий Николаевич (1851—1931), мать — Ольга Александровна) (1885—1940, Москва)[28].
- Сыновья: Евгений (1905—1933, умер от туберкулеза), адвокат; Кирилл (1908—1931, умер от туберкулеза); Георгий (1917—1999), доктор технических наук, профессор МГТУ им. Баумана; Александр (1917—1941), писал пьесы, рассказы и стихи, учился в Литературном институте, будучи студентом второго курса добровольцем ушел на фронт в июле 1941 года, погиб под Наро-Фоминском; Андрей (1928—1978, погиб в автокатастрофе), ученый-электронщик, альпинист, чемпион СССР по альпинизму[29].
- Дочь: Евгения (1911—2002) — заслуженный преподаватель МГУ[30].
- Двоюродный прадед — известный историк, митрополит Киевский и Галицкий Евгений (Болховитинов)[3].

## Память
- Имя Андрея Евгеньевича Снесарева носит Всероссийский конкурс, который проводится среди молодых учёных, студентов и курсантов. Основной целью конкурса является изучение и пропаганда наследия выдающихся отечественных учёных, государственных и исторических деятелей, военачальников, направленные на укрепление морально-патриотических качеств молодежи, любви к Отечеству[31][32].
- С 2015 года, в котором отмечался 150-летний юбилей со дня рождения А. Е. Снесарева, в Институте Восточных рукописей РАН проводятся ежегодные научные конференции «Военное востоковедение. Памяти А. Е. Снесарева»[33][34].
- К 150-летнему юбилею А. Е. Снесарева (2015 год) на здании Академии Генерального штаба ВС РФ установлена мемориальная доска с барельефом генерала[35].
- В 2017 году в штабе Южного Военного округа установлен бюст А. Е. Снесарева.
- В качестве персонажа в искажённом виде выведен под своим именем А. Н. Толстым в повести «Хлеб» (1938 год).